# Lingua dei segni cilena
La lingua dei segni cilena (LSCh, Lengua de Señas Chilena) è una lingua dei segni sviluppata spontaneamente da bambini sordi in numerose scuole in Cile ed in altri paesi.